# Поляна (Ізюмський район)
Поля́на (до 4 лютого 2016 — Черво́на Поля́на) — село в Україні, в Куньєвській сільській громаді Ізюмського району Харківської області. Населення становить 73 осіб.

## Географія
Село Поляна знаходиться за 3,5 км від річки Сіверський Донець (лівий берег), на відстані 1 км від села Іванчуківка. Поруч із селом проходить залізниця, найближчі станції Закомельська (2,5 км) і Діброво (3 км). На відстані 1 км проходить автомобільна дорога E40 (М03).

## Економіка
- Свино-товарна ферма.

## Історія
За радянських часів і до 2016 року село Поляна носило назву Червона Поляна.

## Населення
Згідно з переписом УРСР 1989 року чисельність наявного населення села становила 87 осіб, з яких 38 чоловіків та 49 жінок.
За переписом населення України 2001 року в селі мешкали 72 особи.

### Мова
Розподіл населення за рідною мовою за даними перепису 2001 року:
| Мова       | Кількість | Відсоток |
| ---------- | --------- | -------- |
| українська | 66        | 90.41%   |
| російська  | 7         | 9.59%    |
| Усього     | 73        | 100%     |